# Grotte d'Iroungou
La grotte d'Iroungou est une grotte funéraire datant de la période précoloniale, située près de la ville de Mouila, dans la province de la Ngounié, au Gabon. Lieu de sépulture collectif, la grotte contient les restes d'au moins 28 personnes et des centaines d'objets en fer, en cuivre et des coquillages percés. Le site archéologique n'a pas d'équivalent en Afrique centrale.

## Géologie
La grotte d'Iroungou est formée dans un calcaire du protérozoïque supérieur de la série schisto-calcaire (supergroupe Ouest-Congolien) du bassin du Nyanga-Niari (Congo, Gabon).

## Historique des recherches
La grotte d'Iroungou a été découverte par Olivier Testa et Richard Oslisly en 2018. La salle principale de la grotte est accessible par un puits naturel de quinze mètres de profondeur. Lors de l'exploration de la grotte, le spéléologue a découvert des centaines d'ossements humains dispersés sur le sol provenant d'au moins 28 individus, ainsi que de nombreux artefacts en fer et en cuivre,. Depuis, une série de missions archéologiques et de fouilles ont été menées par le CNRS, en collaboration avec l' Agence nationale des parcs nationaux. Les missions ont recensé 512 objets. Seuls les artefacts présents en surface ont été collectés.

## Artéfacts trouvés dans la grotte
Au cours de quatre missions en 2019-2020, 486 objets en fer et 26 objets en cuivre, 127 coquillages marins de l'Atlantique (15 d'entre eux étant percés), et 39 dents de carnivores percées ont été récupérés. Les artefacts métalliques se composent de houes-monnaie, de bracelets, de bagues, de couteaux, de sagaies, de cloches en fer (gongs) et d'un nouveau type d'objet, huit tiges de fer forgé en forme de spatule de 70 cm de long, encore jamais trouvées ailleurs en Afrique.

## Datations
Des datations carbone 14 ont été réalisées sur une vingtaine d'échantillons osseux de squelettes d'Iroungou. Les inhumations s'étendent entre le XIVe et le XVe siècle apr. J.-C.. Les corps étaient jetés ou descendus avec des cordes depuis le haut du puits. Toutes les incisives supérieures sont manquantes sur les crânes de la grotte. Les dents ont été extraites du vivant des individus, probablement comme marqueur d'appartenance ethnique ou d'un rôle social déterminé.

## Galerie

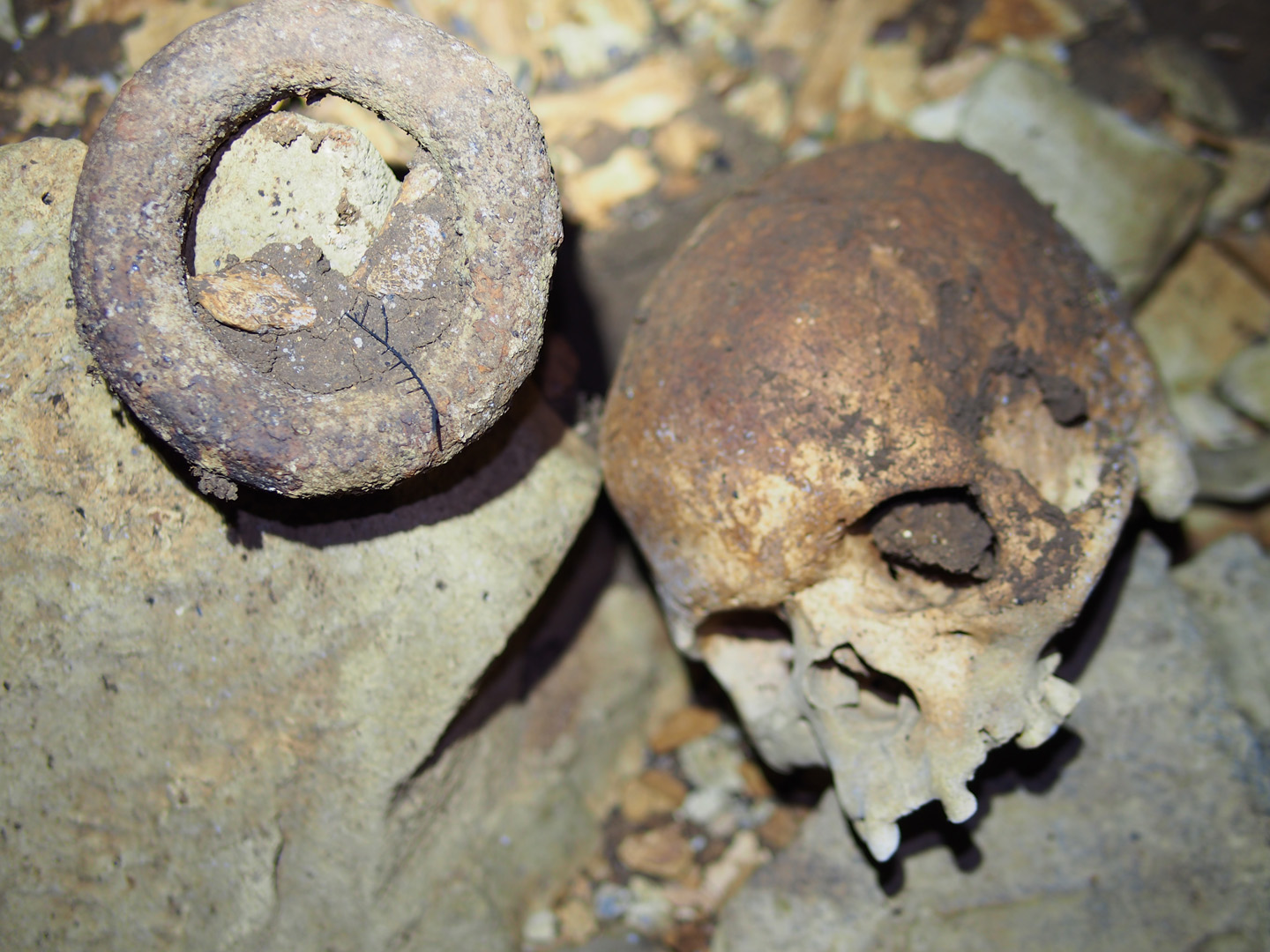
Crâne humain et bracelet-monnaie trouvés au fond de la grotte d'Iroungou.
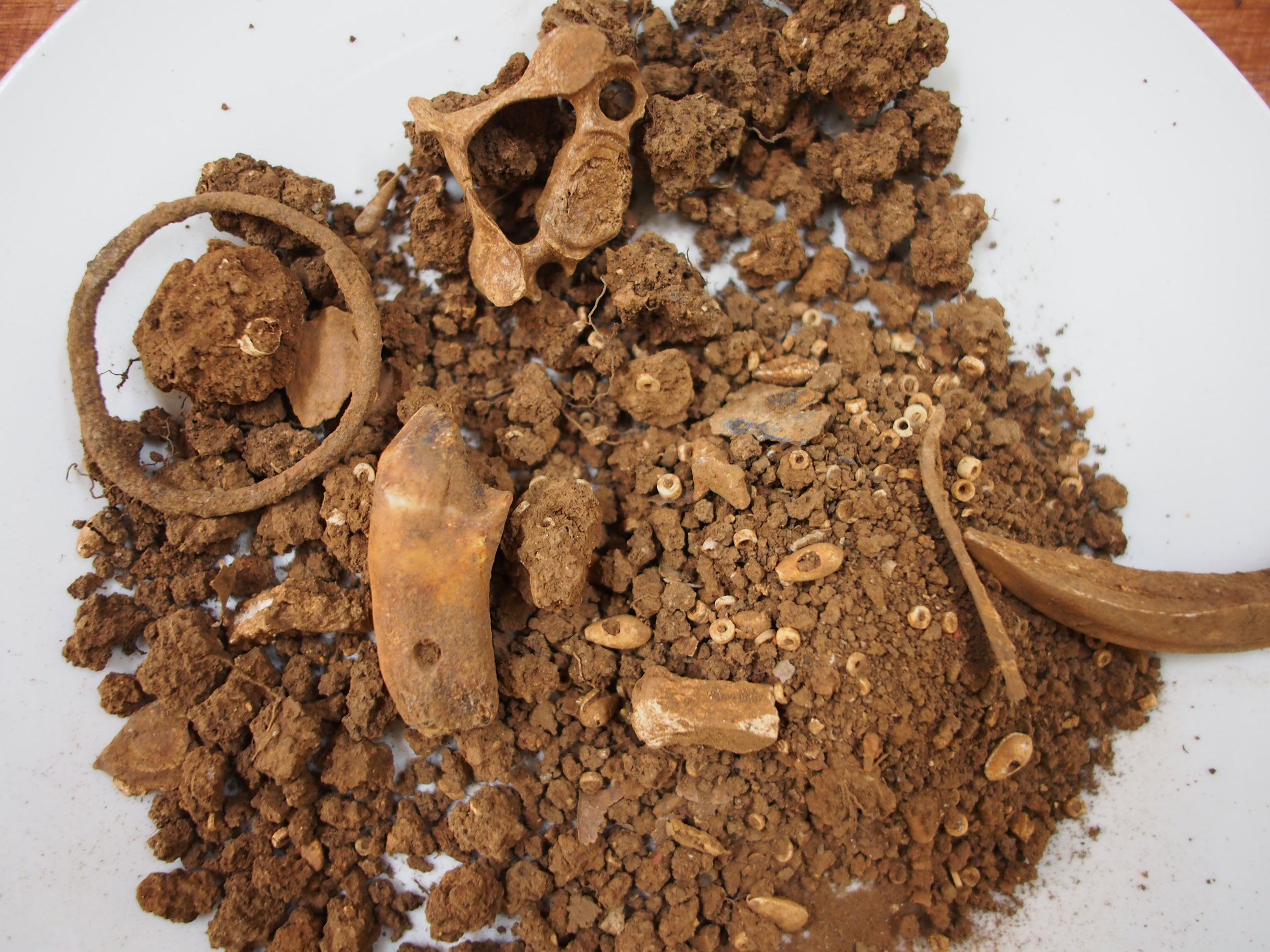
Anneau en cuivre, perles, dent percée, petits os trouvés dans la grotte d'Iroungou.
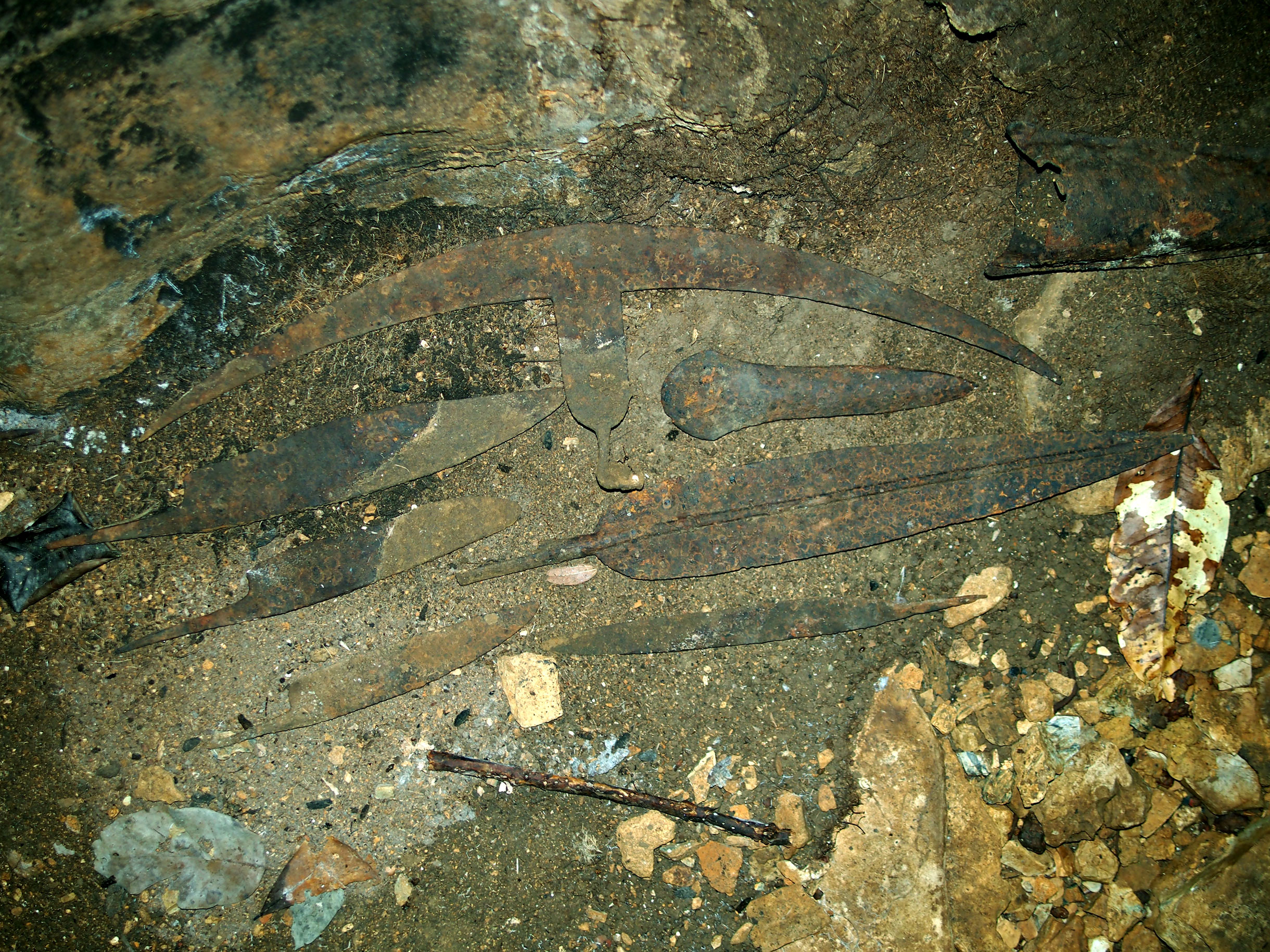
Artefacts en fer trouvés au sol de la grotte d'Iroungou en 2018.